# Mario Audisio
Mario Audisio (Venezia, 13 febbraio 1930 – Torino, 15 settembre 2018) è stato un calciatore italiano, di ruolo centrocampista o attaccante.

## Biografia
Al termine della carriera da calciatore aprì un bancone di frutta e verdura insieme ad altri ex compagni granata al mercato di Torino.

## Caratteristiche tecniche
Elemento fisicamente esile, giocava come mezzala, ala o all'occorrenza centravanti di manovra.

## Carriera

### Giocatore
Cresciuto nelle giovanili del Torino, esordisce nel campionato di Serie A 1948-1949 quando, dopo la tragedia di Superga, la formazione granata schiera la squadra Ragazzi contro i pari età delle altre squadre per le quattro giornate finali del campionato. Debutta il 22 maggio 1949 a Firenze contro il Palermo e nella partita successiva, vinta sul campo della Sampdoria (3-2), mette a segno il suo primo gol granata. La rete, realizzata al primo minuto di gioco, resta a lungo la marcatura più veloce del Torino in campionato, battuta solo nel 1989 da Haris Skoro nella partita contro l'Ancona.
Chiude la stagione con 3 presenze e un gol, che restano le uniche con la maglia del Torino: condizionato da problemi alla schiena derivanti da una caduta in allenamento, prosegue l'attività nelle serie minori. Scende in Serie C in prestito con la maglia della Pro Vercelli e della Sanremese, mentre nel campionato 1951-1952 passa in prestito al Cesena in Promozione: con i romagnoli realizza 12 reti in 31 partite. Nel 1952 torna definitivamente in Piemonte con la Fossanese, nella quale gioca fino al 1959 ad eccezione di una stagione nell'Ivrea. Conclude la carriera con un triennio con la maglia dell'Aosta, in Serie D, tra il 1959 e il 1962.

## Statistiche

### Presenze e reti nei club
| Stagione         | Squadra      | Campionato   | Campionato | Campionato | Coppe nazionali | Coppe nazionali | Coppe nazionali | Totale | Totale |
| Stagione         | Squadra      | Comp         | Pres       | Reti       | Comp            | Pres            | Reti            | Pres   | Reti   |
| ---------------- | ------------ | ------------ | ---------- | ---------- | --------------- | --------------- | --------------- | ------ | ------ |
| 1948-1949        | Torino       | A            | 3          | 1          |                 |                 |                 | 3      | 1      |
| 1949-1950        | Pro Vercelli | C            | 15         | 1          |                 |                 |                 | 15     | 1      |
| 1950-1951        | Sanremese    | C            | 12         | 3          |                 |                 |                 | 12     | 3      |
| 1951-1952        | Cesena       | Prom         | 31         | 12         |                 |                 |                 | 31     | 12     |
| 1952-1953        | Fossanese    | IV           | 24         | 7          |                 |                 |                 | 24     | 7      |
| 1953-1954        | Fossanese    | IV           | 28         | 8          |                 |                 |                 | 28     | 8      |
| 1954-1955        | Fossanese    | IV           | 29         | 4          |                 |                 |                 | 29     | 4      |
| 1955-1956        | Fossanese    | IV           | 30         | 10         |                 |                 |                 | 30     | 10     |
| 1956-1957        | Ivrea        | IV           | 32         | 4          |                 |                 |                 | 32     | 4      |
| 1957-1958        | Fossanese    | Int. 2° cat. | 26         | 12         |                 |                 |                 | 27     | 12     |
| 1958-1959        | Fossanese    | IV           | 22         | 6          |                 |                 |                 | 22     | 6      |
| Totale Fossanese |              |              | 159        | 47         |                 |                 |                 | 159    | 47     |
| 1959-1960        | Aosta        | D            | 30         | 1          |                 |                 |                 | 30     | 1      |
| 1960-1961        | Aosta        | D            | 30         | 3          |                 |                 |                 | 30     | 3      |
| 1961-1962        | Aosta        | D            | 18         | 2          |                 |                 |                 | 18     | 2      |
| Totale Aosta     |              |              | 78         | 6          |                 |                 |                 | 78     | 6      |
| Totale carriera  |              |              | 330        | 74         |                 |                 |                 | 330    | 74     |